# Liste des tunnels routiers au Luxembourg
La liste des tunnels routiers au Luxembourg recense les tunnels routiers situés pour tout ou partie au Luxembourg.

## Liste des tunnels
La liste est classée par ordre décroissant de longueur du tube pour les tunnels mono-tubes et du tube principal pour les tunnels bi-tubes.
| Rang | Nom de l'ouvrage                   | Route          | Tube 1 Longueur | Tube 1 Mise en service | Tube 2 Longueur | Tube 2 Mise en service | Commune proche    | Canton/Pays | Ventilation | Éclairé |
| ---- | ---------------------------------- | -------------- | --------------- | ---------------------- | --------------- | ---------------------- | ----------------- | ----------- | ----------- | ------- |
| 1    | Tunnel Grouft (lb)                 | A 7            | 2 950           | 2015                   | 2 950           | 2015                   | Lorentzweiler     | -           | Oui         | Oui     |
| 2    | Tunnel Gousselerbierg (lb)         | A 7            | 2 696           | 2015                   | 2 696           | 2015                   | Lintgen           | -           | Oui         | Oui     |
| 3    | Tunnel Stafelter (lb)              | A 7            | 1 850           | 2015                   | 1 850           | 2015                   | Walferdange       | -           | Oui         | Oui     |
| 4    | Tunnel Markusbierg (lb)            | A 13           | 1 585           | 2003                   | 1 565           | 2003                   | Schengen          | -           | Oui         | Oui     |
| 5    | Tunnel Central Gate                | B 40           | 735             | 2016                   | 735             | 2016                   | Esch-sur-Alzette  | -           | Oui         | Oui     |
| 6    | Tunnel René Konen                  | N 57           | 719             | 1983                   |                 |                        | Luxembourg        | -           | Oui         | Oui     |
| 7    | Tranchée couverte de Mondorf       | A 13           | 575             | 2002                   | 575             | 2002                   | Mondorf-les-Bains | -           | Oui         | Oui     |
| 8    | Tranché couverte Kannerduerf       | A 7            | 530             | 2001                   | 530             | 2001                   | Mersch            | -           | Oui         | Oui     |
| 9    | Tunnel Howald                      | A 1            | 460             | 1994                   | 460             | 1994                   | Hesperange        | -           | Oui         | Oui     |
| 10   | Tunnel Albert Bousser              | B 3            | 420             | 1998                   |                 |                        | Luxembourg        | -           | Oui         | Oui     |
| 11   | Tunnel de Frisange                 | A 13           | 395             | 2003                   | 395             | 2003                   | Frisange          | -           | Oui         | Oui     |
| 12   | Tunnel de Cents                    | A 1            | 310             | 1996                   | 310             | 1996                   | Luxembourg        | -           | Oui         | Oui     |
| 13   | Tunnel Ehlerange                   | A 13           | 225             | 1994                   | 225             | 1994                   | Sanem             | -           | Oui         | Oui     |
| 14   | Tunnel Aessen (lb)                 | A 13           | 200             | 1994                   | 200             | 1994                   | Sanem             | -           | Oui         | Oui     |
| 15   | Tunnel de l'échangeur de Schieren  | B 7            | 185             | ?                      |                 |                        | Colmar-Berg       | -           | ?           | Oui     |
| 16   | Tunnel de l'échangeur d'Ettelbruck | B 7            | 170             | ?                      |                 |                        | Schieren          | -           | ?           | Oui     |
| 17   | Tunnel de Roost                    | N 7 et A 7     | 150             | 2001                   | 150             | 2001                   | Bissen            | -           | ?           | Oui     |
| 18   | Tunnel Mierscherbierg              | N 7            | 130             | 2001                   |                 |                        | Mersch            | -           | Oui         | Oui     |
| 19   | Tunnel Biff                        | A 13/N 31      | 100             | 1994                   |                 |                        | Käerjeng          | -           | Oui         | Oui     |
| 20   | Tunnel de Lipperscheid             | N 27           | 100             | ?                      |                 |                        | Bourscheid        | -           | ?           | Oui     |
| 21   | Tunnel d'Esch-sur-Sûre (lb)        | N 27           | 85              | 1954                   |                 |                        | Esch-sur-Sûre     | -           | Non         | Oui     |
| 22   | Tunnel de Merl                     | A 4/N 56       | 70              | 2004                   |                 |                        | Luxembourg        | -           | Non         | Oui     |
| 23   | Tunnel Rangwee                     | Chemin vicinal | 61              | 2002                   |                 |                        | Luxembourg        | -           | Non         | Oui     |
| 24   | Tunnel Këtschleedschesbierg        | N 27           | 55              | 1850                   |                 |                        | Esch-sur-Sûre     | -           | Non         | Oui     |